# Bistum Huelva
Das Bistum Huelva (lat.: Dioecesis Onubensis) ist eine in Spanien gelegene römisch-katholische Diözese mit Sitz in Huelva.

## Geschichte
Das Bistum Huelva wurde am 22. Oktober 1953 durch Papst Pius XII. mit der Apostolischen Konstitution Laetamur vehementer aus Gebietsabtretungen des Erzbistums Sevilla errichtet und diesem als Suffraganbistum unterstellt.

## Bischöfe von Huelva
- Pedro Cantero Cuadrado, 1953–1964, dann Erzbischof von Saragossa
- José María García Lahiguera, 1964–1969, dann Erzbischof von Valencia
- Rafael González Moralejo, 1969–1993
- Ignacio Noguer Carmona, 1993–2006
- José Vilaplana Blasco, 2006–2020
- Santiago Gómez Sierra, seit 2020